# 집단 선택
집단 선택(group selection)은 자연선택이 개체의 수준이 아닌 집단 수준에서 작용한다고 제안된 진화 메커니즘이다.
1960년대 중반부터 존 메이너드 스미스, 윌리엄 도널드 해밀턴, 조지 크리스토퍼 윌리엄스, 리처드 도킨스와 같은 진화생물학자들은 자연 선택이 주로 개체 수준에서 작용한다고 주장했다. 그들은 개체가 그룹을 위해 이타적으로 적합도를 희생하지 않을 것이라고 수학적 모델을 기반으로 주장했다.
1994년 데이비드 슬론 윌슨(David Sloan Wilson) 과 엘리엇 소버(Elliott Sober)는 개인과 마찬가지로 그룹이 경쟁할 수 있다는 이유로 집단 선택을 포함한 다단계 선택을 주장했다. 2010년에 사회성 곤충, 특히 개미에 대한 연구로 유명한 E. O. 윌슨을 포함한 세 명의 저자가 다시 집단 선택에 대한 주장을 재검토했다. 그들은 집단 선택이 두 개 이상의 집단(일부는 함께 협력하는 이타적인 개인을 포함) 간의 경쟁이 각 그룹 내의 개인 간의 경쟁보다 생존에 더 중요할 때 발생할 수 있다고 주장했다. 이는 대다수의 진화생물학자와 행동분석가 집단의 강력한 반박을 초래했다.